# 室町京之介
室町 京之介（むろまち きょうのすけ、1906年6月18日 - 1989年9月3日）は日本の大衆演芸作家、浪曲作家、香具師。本名、石渡薫。室町京之助とも表記し、川端睦男、葛飾八郎の変名もある。

## 概要
大衆演芸作家として、昭和時代初期から後期にかけて多くの浪曲の制作を行った。いくつかはレコード化されており、特に二葉百合子版『岸壁の母』（1972年）は数百万枚の大ヒットとなった。
自らが創作した作品以外にも、浪曲・歌謡浪曲を中心として、レコードの企画・構成を担当しており、音楽プロデューサーとしての側面もある。
昭和初期、浅草の香具師の親分であった山田春雄（大日本神農会会頭）に近い人物で、香具師の口上の作家として活動し、また自らも香具師として活動した時期がある。その経験から、香具師の口上を記録した『香具師口上集』（1982年）を記した。坂野比呂志『大道芸』 (1977年)など、香具師の口上を記録したレコードもプロデュースしている。

## 人物・来歴
東京市神田区富山町（現・東京都千代田区神田富山町）に生まれ、深川（現・東京都江東区）の櫓下に育つ。5歳で小学校6年の課程を修めた神童だったが、旧制中学3年のとき転校を命じられ、それを不満に思って退学。翌年、文部省の中卒検定試験に合格して東京商科大学（現・一橋大学）に進むが、3年の初頭に放校処分を受ける。
3年間の放浪生活の後、京都に移住し、シナリオを執筆するも不発に終わる。このころ香具師の道に興味を抱き、香具師として日本全国を巡り、40数回の留置場生活を経験。
のち東京に戻り、映画雑誌の編集者となり、林長二郎（のちの長谷川一夫）を日本で初めて映画雑誌の表紙に起用。
さらにポリドールから日本橋きみ栄端唄俗曲大全集（総振付・楳若勧二郎）を出す。その後、大衆演芸作家に転じ、二葉百合子の大ヒット曲『岸壁の母』の原作を書く。
77歳の時、香具師として自らの制作した口上や、友人である坂野比呂志の制作した口上などを集成し、『香具師口上集』を出版。
（以上、『香具師口上集』の人物紹介による）

## 著書
- 『香具師口上集』創拓社 1982
- 『香具師口上集 続』創拓社 1984